# 林譲治 (作家)
林 譲治（はやし じょうじ、男性、1962年2月6日 –）は、日本の小説家、SF作家。日本SF作家クラブ会員（第19代会長）・宇宙作家クラブ会員。

## 人物
- 北海道夕張郡長沼町出身。2001年結婚。大阪府豊中市在住。
- 臨床検査技師を経て、1995年に作家デビュー。
- ホームページでは各種ハードSF資料が公開されている。
- 谷甲州のファンクラブ「青年人外協力隊」に所属していたほか、野尻抱介、小林泰三らとも交流があり、SF作家への技術的なサポートを行っている。
- 2018年9月から、第19代日本SF作家クラブ会長。2020年9月で、会長を辞して監事となる。
- 日本推理作家協会会員。
- 2021年、≪星系出雲の兵站≫全9巻で第41回日本SF大賞、第52回星雲賞日本長編部門を受賞。
- 2024年 第45回日本SF大賞選考委員。

## 作風
- 架空戦記を多く著し日本海軍に詳しい。あまり評判の良くない人物（富永恭次、大島浩等）を比較的良い役割の登場人物にするため、「不遇軍人救済家」とも呼ばれている。SFでもしばしば艦隊戦が描かれる。
- 架空戦記ものとして定番とまで言える「新兵器の活躍」といった展開はほとんど書かない。新兵器は出ても、脇役に追いやられる事が多い。
- 「ハードよりもソフトが重要で、ソフトあってこそのハード」という主張を作中に織り交ぜる事が多い。
- SF作家としてはハードSFの書き手であり、ブラックホール・重力波・降着円盤などを好む。
- ガンダムシリーズのノベライズも手がけている。

## 作品リスト
短編は一部。

### 架空戦記
飛天ノベルズ
- 大日本帝国欧州電撃作戦（高貫布士との共著、全9巻）
- 大日本帝国航空隊戦記（全6巻 5巻以降KSS出版）

歴史群像新書
- 兵隊元帥欧州戦記（全5巻）
- 焦熱の波涛（全9巻、『兵隊元帥欧州戦記』の続編）
- 最強戦艦 魔龍の弾道（全6巻）
- 非戦 - 解放の戦斧（全3巻）
- 興国の楯―通商護衛機動艦隊（全24巻）
- 通商護衛機動艦隊 興国の楯1945（全9巻）

ワニ・ノベルズ
- 連合艦隊秘史 覇龍の戦録（全5巻）
- 妖光の艦隊（全3巻）

ジョイ・ノベルス
- プリンス・オブ・ウェールズ（全2巻）
- 旭光の艦隊、ニューカレドニア戦記（全3巻）
- 死闘! 特設第三水雷戦隊（全4巻）
- 帝国海軍鬼道艦隊（全3巻）
- 帝国海軍狙撃戦隊（全3巻）
- 帝国海軍先鋒航空隊（全6巻）

RYU NOVELS
- 太平洋決戦1942 (全3巻)
- 特鋼艦隊 (全3巻)
- 銀翼艦隊（全3巻）
- 艨艟の堅陣（全3巻）
- 皇国の機動要塞（全3巻）
- 教範遊撃隊血風録（全4巻）
- 八六艦隊決戦（全3巻）
- 最強戦艦隊（全3巻）

PHPビジネスライブラリー　BL NOVELS
- 特型噴進弾「奮龍」戦記（現3巻、未完）

アスペクトノベルス
- 帝国の危機（全5巻）

コスモノベルス
- 蝕・太平洋戦争（全3巻）

コスミック文庫
- 異帝国大戦（全1巻、蝕・太平洋戦争の改題、合本）

### ノンフィクション
- コンバットA to Zシリーズ 
  - 図解・帝国海軍連合艦隊 コンバットA to Zシリーズ 2
  - 図解・海軍水雷戦隊 コンバットA to Zシリーズ 4
  - 図解・空母機動部隊 コンバットA to Zシリーズ 7
- 山本五十六―“常在戦場”の生涯と連合艦隊
- 超兵器列伝〈日本編〉
- 日本軍と軍用車両 戦争マネジメントの失敗

### SF

#### オリジナル
- 那国文明圏シリーズ（2000年 - 2001年、ハルキ文庫）
  - 侵略者の平和（2000年 - 2001年、全3巻）
  - 暗黒太陽の目覚め（2001年、上下巻）
- 大赤斑追撃（徳間デュアル文庫、2001年）
- AADDシリーズ（2002年 - 、ハヤカワSFシリーズ Jコレクション 現3巻）
  - ウロボロスの波動（2002年）
  - ストリンガーの沈黙（2005年）
  - ファントマは哭く（2009年）
  - 大使の孤独（短編、『虚構機関 年刊日本SF傑作選』に収録）
- 帝国海軍ガルダ島狩竜隊（2003年、学研ウルフ・ノベルス）
- 記憶汚染（2003年、ハヤカワ文庫JA）
- 進化の設計者（2007年、ハヤカワSFシリーズ Jコレクション）
- ルナ・シューター（2008年 - 2009年、幻狼ファンタジアノベルス 全3巻）
- 狼は猫と狐に遊ばれる（2010年、幻狼ファンタジアノベルズ）
- キャプテン・リリスと猫の宇宙船（2010年、朝日ノベルズ）
- 星系出雲の兵站（2018年 - 2019年、ハヤカワ文庫JA、全4巻）
- 星系出雲の兵站-遠征-（2019年 - 2020年、ハヤカワ文庫JA、全5巻）
- 大日本帝国の銀河（2021年 - 2022年、ハヤカワ文庫JA、全5巻）
- 工作艦明石の孤独（2022年 - 2023年、ハヤカワ文庫JA、全5巻）
- 不可視の網（2022年、光文社文庫）
- 知能侵蝕（2024年 - 、ハヤカワ文庫JA、既刊3巻）

#### ガンダムノベライズ
全て角川スニーカー文庫
- 機動戦士ガンダム外伝 コロニーの落ちた地で…（1999年 - 2000年、全2巻）
- ジオニックフロント 機動戦士ガンダム0079（2001年、全2巻）
- 機動戦士ガンダム戦記 Lost War Chronicles（2002年、全2巻）
- 機動戦士ガンダム MSイグルー 1年戦争秘録（2005年）
- 機動戦士ガンダム MSイグルー 黙示録0079（2006年）
- たった二人の戦場（短編、『ガンダムNOVELS―閃光となった戦士たち』に収録）

### アンソロジー
- 人工知能の見る夢は AIショートショート集（2017年5月、文春文庫）「愛の生活」「投了」